# Jean Armand de Maillé
Jean-Armand de Maillé, né le 18 octobre 1619 à Milly-le-Meugon et mort le 14 juin 1646 à la bataille d'Orbetello, duc de Fronsac, marquis de Brézé, était un célèbre marin français du XVIIe siècle, disparu prématurément à l'âge de 26 ans. Colonel à 15 ans, général des galères à 20 ans, grand-maître de la navigation à 24 ans, Maillé-Brézé participa à huit campagnes de guerre maritime, au cours desquelles il remporta un nombre impressionnant de victoires, qui assurèrent, pour un temps, à la marine de Louis XIII la maîtrise de la Méditerranée occidentale.

## Biographie

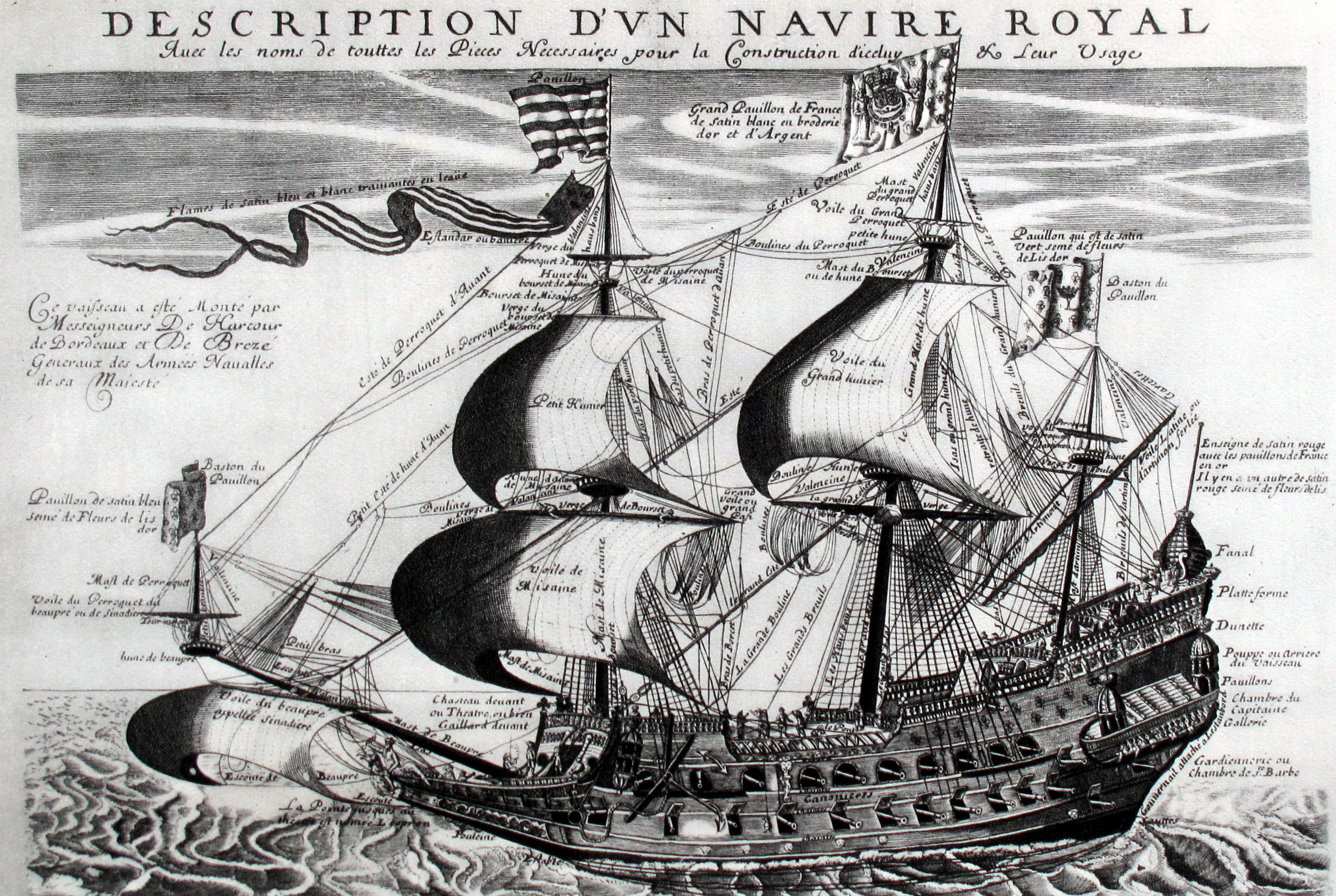
Le Grand Saint-Louis, vaisseau utilisé par Maillé-Brézé lors de ses campagnes et sur lequel il trouve la mort à Orbetello.

Fils d'Urbain de Maillé, marquis de Brézé et maréchal de France, Jean-Armand de Maillé, neveu de Richelieu par sa mère, Nicole du Plessis-Richelieu, sœur cadette du cardinal, fut élevé par l'abbé d'Aubignac sous la surveillance et la protection de son oncle, et commença à servir dans l'armée avec son père dès l'âge de 15 ans. Comme le lui permettaient les revenus de sa puissante famille, il leva un régiment d'infanterie (régiment de Brezé) à ses frais pour débuter dans la guerre de Trente Ans, entrant ainsi directement dans l'armée au grade de mestre de camp ou colonel.
En 1636, Richelieu lui fit donner la survivance de sa charge de Grand-maître de la navigation, créée pour le cardinal et qu'il recevra donc pleinement à sa mort en 1642. Il remplaça, l'année suivante, le vice-amiral de Sourdis, relevé de son commandement, à la tête de la flotte du Ponant. Nommé en 1639 Général des galères, il opéra alors en Méditerranée, alla battre le 22 juillet 1640, à la bataille de Cadix, la flotte espagnole, s'empara de Villafranca et neutralisa les Génois.
L'année suivante, Maillé-Brézé est envoyé en ambassade au Portugal, alors en révolte contre l’Espagne.
En 1642, il reprit la mer avec 20 vaisseaux armés à Brest. Le 25 mai, il arriva à Barcelone, où il concentra une escadre de 41 vaisseaux, 17 galères et treize brûlots. Le 30 juin, il rejoignit la flotte espagnole et engagea alors devant Barcelone une bataille terrible de quatre jours (du 30 juin au 3 juillet), au terme de laquelle il força l'ennemi à la retraite. Il contribua ainsi au succès de l'armée française en Catalogne et permit la prise de Perpignan et la conquête du Roussillon.
Devenu en décembre 1642, à la mort de Richelieu, intendant et Grand-maître de la navigation, gouverneur de l'Aunis et de La Rochelle, il hérita du cardinal le duché-pairie de Fronsac. 
Le 3 septembre 1643, il remporte un nouvel et éclatant succès en infligeant un véritable désastre à une flotte espagnole, lors de la bataille de Carthagène, au cap de Gate, près de Carthagène et assura ainsi à la France, la maîtrise de la Méditerranée occidentale. Durant cette bataille, les Espagnols perdent douze vaisseaux, dont le vaisseau Amiral de Naples, et 3 000 marins espagnols meurent. 
Cette même année 1643, Jean Armand de Maillé rendit à la reine sa charge de grand-maître, mais en conservant le commandement de la flotte. 
Deux médailles furent frappées en l'honneur de ces succès.
En 1646, après une campagne à Tarragone, il reprit la mer. La guerre s'étant transportée en Italie, d'où Mazarin cherchait à chasser les Espagnols, Maillé-Brézé était sur le point de remporter une brillante victoire au large d'Orbetello, le 14 juin, lorsqu'il fut coupé en deux par un boulet.
Il eut sous ses ordres le très-controversé Saint-Germain Beaupré, dont il était, selon Tallemant, tout à fait entiché.
Son corps fut rapporté à l'église de Milly. Le 5 juillet, un service solennel est célébré à Saint-Maurice d'Angers, et son éloge funèbre prononcé par le père Bonichon, de l'Oratoire. Il avait porté l'esprit d'offensive à un tel degré que sa disparition prématurée laissa un temps la Marine royale, privée d'un chef exceptionnellement doué, désorientée, précipitant une décadence qui ne cessait de s'accélérer depuis la mort de Richelieu.[réf. nécessaire]
Par sa sœur Claire-Clémence, le duc de Fronsac était lié au premier prince du sang, qui hérita les qualités, titres et biens des Maillé-Brézé à la mort de son épouse.
Maillé-Brézé était parfois appelé, de son vivant, duc de Brézé, bien qu'il semble que Brézé soit resté marquisat.

## Hommages
Jean-Armand de Maillé, marquis de Brézé figure peint sur toile dans une salle du château de Jalesne (commune de Vernantes), ainsi que dans la salle des amiraux au château de Versailles, où trois toiles de Théodore Gudin représentent les combats du cap Saint-Vincent, de Carthagène et d'Orbitello.
Trois bâtiments de guerre ont déjà porté le nom de Maillé-Brézé, 
Un vaisseau au XVIIe siècle,
Un contre-torpilleur de 2 400 tonnes lancé en 1930 et détruit accidentellement en 1940
Un escorteur d'escadre (voir ses caractéristiques) admis au service actif le 4 mars 1957, désarmé en 1988. Remorqué jusqu'à Nantes, il y est devenu le premier musée naval à flot de France.

## Jugement et postérité
Son précepteur, M. Hédelin, l'abbé d’Aubignac, écrira plus tard:

« Le jeune duc, parloit peu, n’estimant pas qu’un homme de qualité dût rien dire que de fort sérieux; mais il parloit bien…; il avoit naturellement l’esprit judicieux et le cœur ardent de générosité; il entroit bien dans le fond d’une affaire et d’une intrigue et en prévoyoit toutes les suites; il étoit d’un génie fort docile, et, comme la correction a toujours quelque choses d’amer, s’il y apportoit quelque répugnance ou qu’il en remportât quelque chagrin, il ne vouloit pas que celle refoidît le zèle que l’on avoit pour son service; et, dans son enfance comme depuis qu’il fut dans les emplois de la guerre, il me disoit assez souvent que cela n’estoit que de légers mouvements des sens auxquels je ne devois pas m’arrester….

Il avoit l’âme si droite que je ne l’ay jamais ouy mentir, croyant que cela n’estoit qu’un effet de lâcheté, et sa parole fut toujours inviolable…. Sa libéralité fut éminent en cela qu’estant presque sans mesures elle estoit sans pompes…; il cachoit même le bien qu’il faisoit et le mal de ceux qu’il soulageoit; et quoyqu’il ne donnât rien que par mon ministère, car à peine connoissoit-il l’argent, j’igniorois souvent le nom de ceux à qui je donnois par son ordre….

Il se plaisoit au jeu, mais avec une entière indifférence pour la perte ou pour le gain…; et, quoyque bien souvent, par la nécessité de ses intérêts, je l’aye arraché des académies [maisons de jeu], et plusieurs fois interrompu son jeu dans une mesme après-dînée, sa parole et ses yeux ne m’en ont témoigné jamais aucune émotion…. »